# Casa de Serralves
A Casa de Serralves localiza-se no Parque de Serralves, na freguesia de Lordelo do Ouro, na cidade e Distrito do Porto, em Portugal.
Situada na antiga quinta do conde de Vizela, na zona rural do Porto, é considerada um exemplar único da arquitectura "Art Déco" no país.

## História
A casa foi mandada construir pelo 2.º conde de Vizela, Carlos Alberto Cabral, aristocrata da indústria têxtil que, em 1923, tinha herdado a propriedade de seu pai.
O projeto foi do arquiteto francês Charles Siclis, tendo a sua execução ficado a cargo do arquiteto português Marques da Silva. O projeto dos jardins, de autoria de Jacques Gréber, data de 1932. Os projetos da casa e dos jardins progrediram ao sabor de hesitações e alterações sucessivas introduzidas por Marques da Silva, até que as obras de ambos ficaram concluídas em 1940.
Em 1944 o Conde de Vizela instala-se finalmente em Serralves, mas cerca de dez anos mais tarde vê-se obrigado a vender a propriedade a Delfim Ferreira.
O negócio previa contudo uma restrição: a propriedade não podia ser objeto de qualquer transformação. Até aos anos 1980 o espaço permaneceria inacessível ao público até que, em 1986, o Estado representado por Teresa Patrício Gouveia, então Secretária de Estado da Cultura, adquire a quinta aos herdeiros de Delfim Ferreira permitindo a sua abertura à cidade.
Na década de 1980 tornou-se o centro de um projeto que culminou na instalação de um dos mais importantes pólos culturais e artísticos da Península Ibérica, envolvendo a casa, os jardins, a quinta, e um Museu de Arte Contemporânea.
Tinha acontecido porque em 1987 o Ministério da Cultura compra a propriedade e em 1989 é criada uma Fundação de Serralves instala um museu na casa principal. No ano seguinte é considerada zona de proteção paisagística, urbanística e arquitetónica no Plano Diretor Municipal do Porto.
Mais tarde um novo edifício do museu de Serralves é construído, projetado pelo arquiteto Siza Vieira, implantando-se sobre a horta e pomar do antigo jardim e obrigou a um redesenho dos espaços exteriores desta zona da propriedade, cujo projeto foi executado pelo arquiteto paisagista João Gomes da Silva. Para obviar a perda da horta primitiva foi construído, num ponto mais baixo do terreno, um jardim de plantas aromáticas.
Atualmente é pertença da Fundação de Serralves, que detém o Museu de Arte Contemporânea de Serralves.
Em 1996 todo o conjunto foi classificado como imóvel de interesse público devido ao seu interesse arquitectónico.

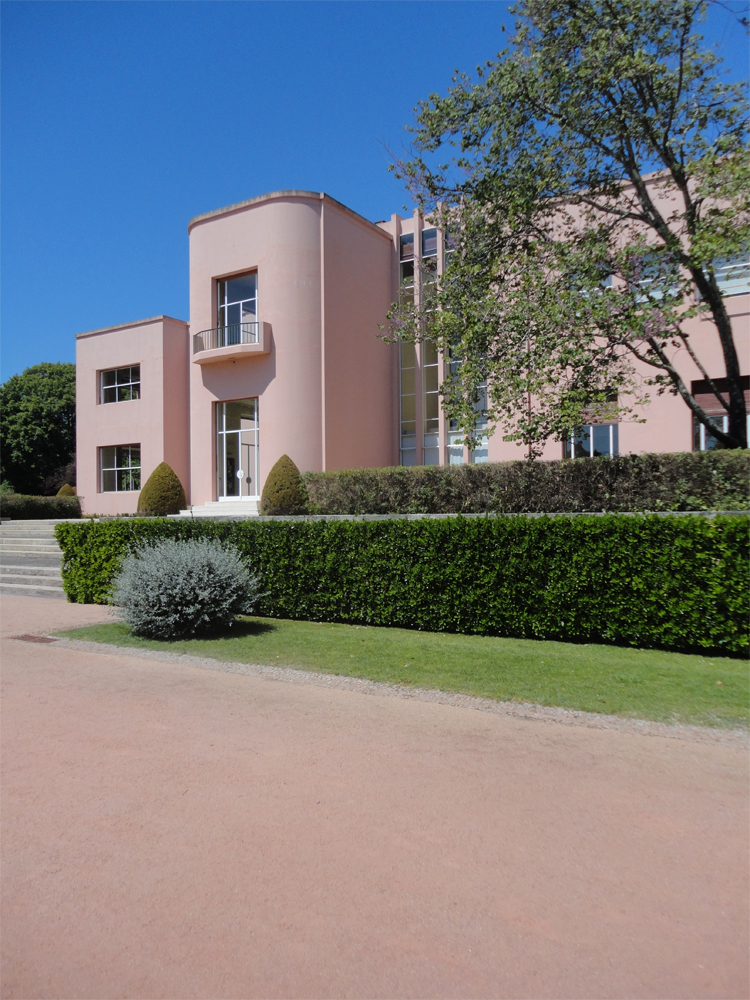
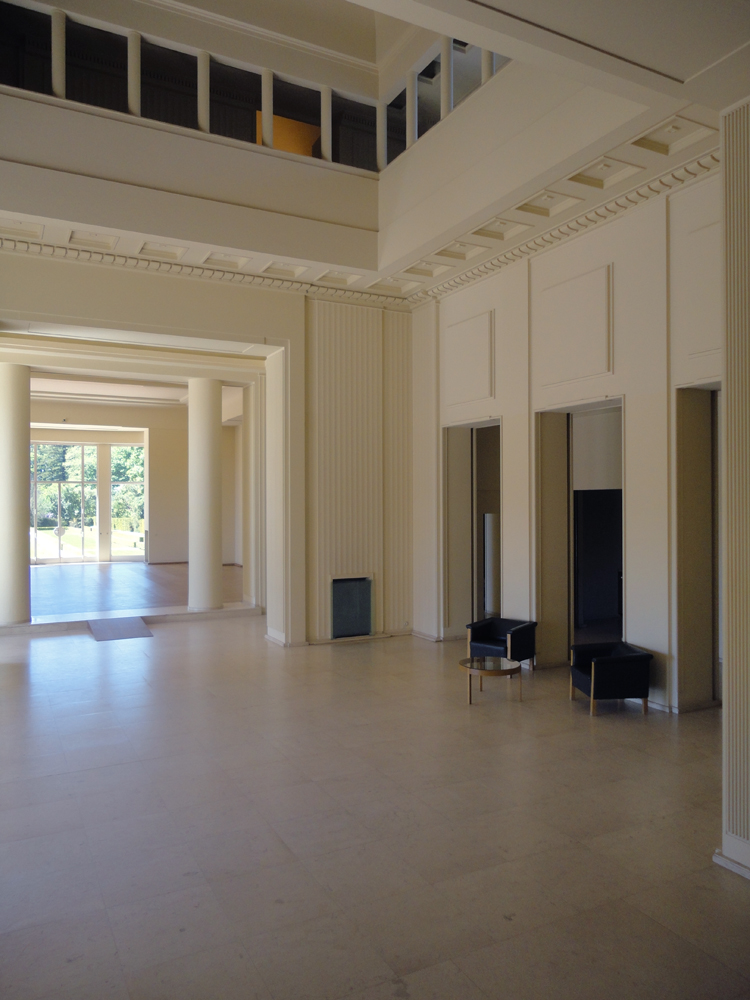
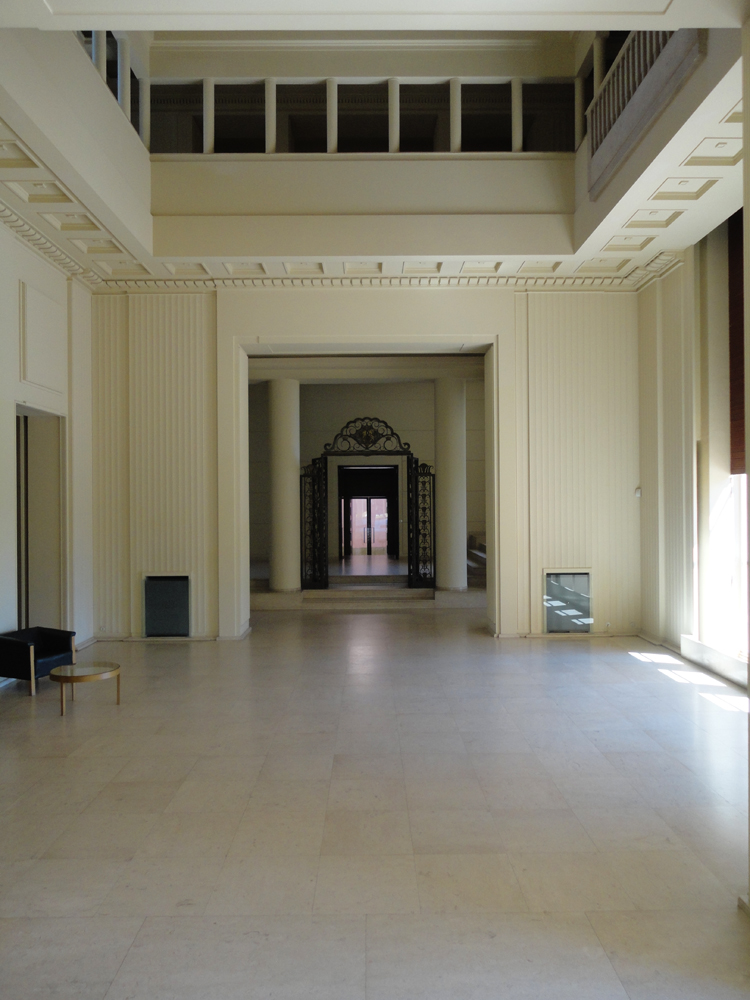